# T-54/55
T-54 și T-55 au reprezentat o serie de tancuri principale de luptă proiectate în Uniunea Sovietică. Prototipul tancului T-54 a apărut în luna martie a anului 1945, chiar înainte de sfârșitul celui de-al Doilea Război Mondial. T-54 a intrat în producție în 1947, devenind principalul tanc folosit de formațiunile blindate ale Armatei Roșii, ale țărilor Pactului de la Varșovia și a altor țări aliate cu URSS. Seria de tancuri T-54/55 reprezintă cel mai numeros tanc din istorie. Numărul total de vehicule construite variază între 86.000 și 100.000 de tancuri.
Tancurile T-54/55 au fost înlocuite de către T-62, T-72, T-64 și T-80 în cadrul armatei sovietice (armata rusă, după 1991), însă ele sunt folosite în prezent de aproape 50 de țări, fiind modernizate cu echipamente sofisticate. Seria de tancuri T-54/55 a fost utilizată în numeroase conflicte armate apărute spre sfârșitul secolului XX. 

## Proiectare

### Predecesori:T-34 și T-44

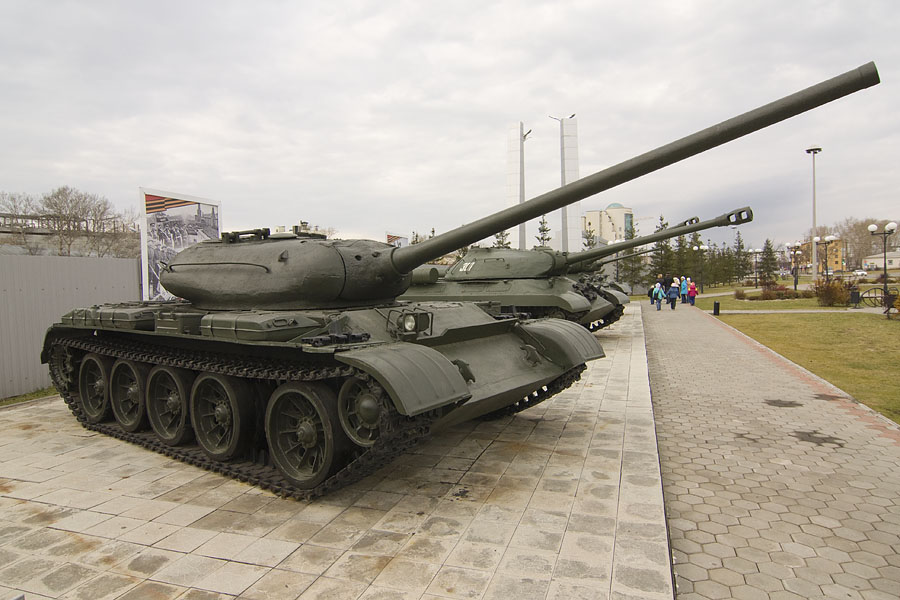
Modelul T-54-1 avea o turelă similară tancului T-34/85. Acest exemplar nu are mitralierele de pe aripi, în locul lor au fost montate rezervoare externe de combustibil.

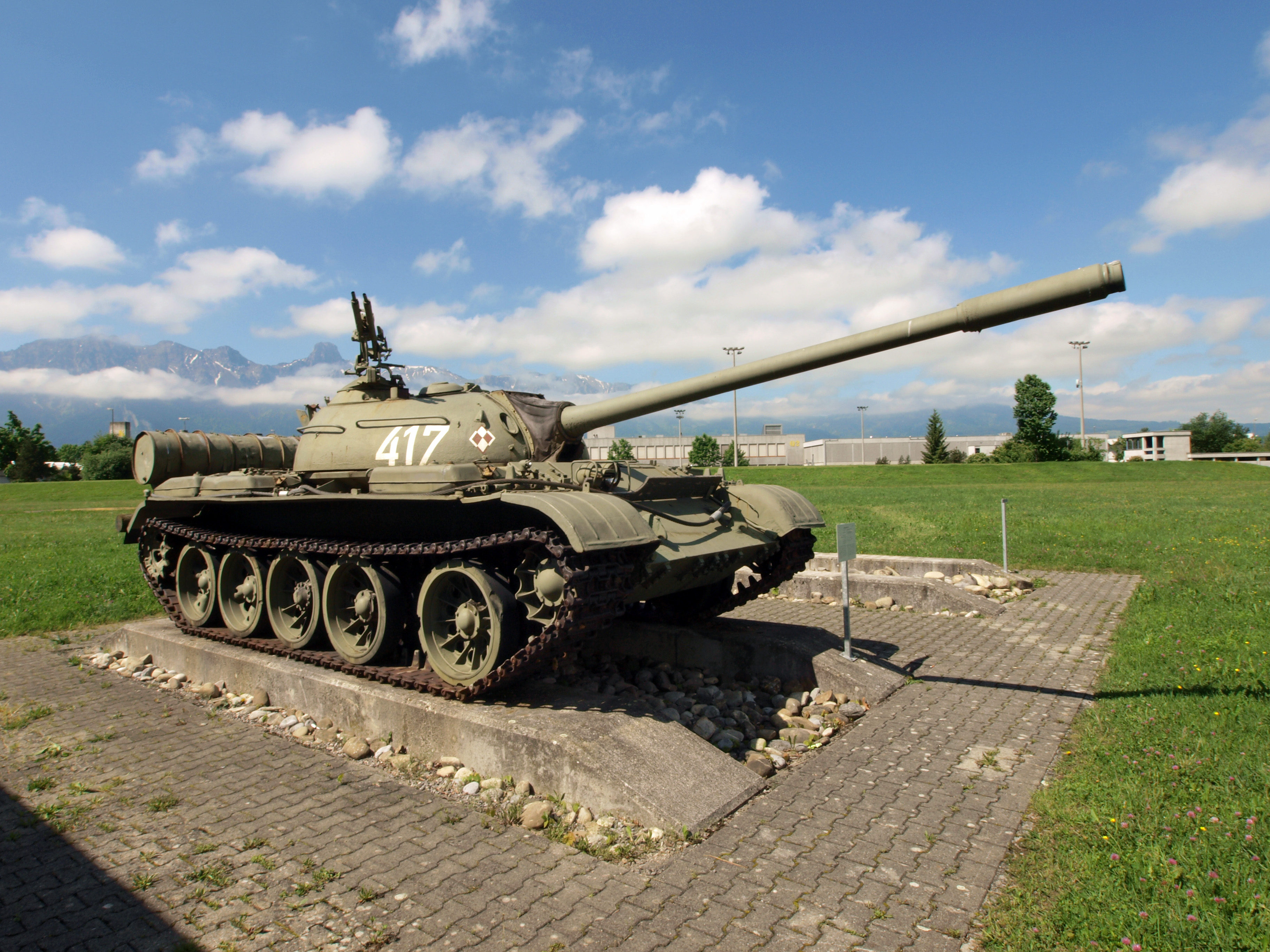
T-54A expus la Muzeul Tancului (Panzermuseum) din Thun, Elveția.

Tancul mediu sovietic T-34 din 1940 avea, în opinia multor specialiști, cel mai bun echilibru între putere de foc, protecție și mobilitate dintre toate tancurile contemporane ale epocii. Tancul a fost îmbunătățit încontinuu pe parcursul războiului și a continuat să fie competitiv, însă designerii nu au putut să-l echipeze cu tehnologii de ultimă oră fiindcă producția nu putea fi întreruptă. Încă de la apariția tancului T-34 existau planuri pentru proiectarea unui model mai performant.
În 1943, Birourile de Proiectare Morozov au reluat lucrul la proiectul T-34M, oprit din cauza războiului. Rezultatul a fost tancul T-44, care avea un blindaj mai gros, datorită unui design superior. T-44 folosea o suspensie de tip bară de torsiune, mult mai puțin voluminoasă decât suspensia Christie de la tancul T-34. Principalul dezavantaj al tancului T-44 era turela, în care nu se putea monta un tun mai mare de 85 mm. Instalarea unui tun de calibru 100 mm era prioritară.

### Prototipuri
Dezvoltarea primului prototip al tancului T-54 a început în octombrie 1944 la Biroul de Proiectare OKB-520 al Fabricii Stalin Ural nr. 183 (Uralvagonzavod) din Nijni Taghil. Faza de planificare s-a terminat în decembrie, iar prototipul a fost gata în februarie 1945.
În urma testelor din martie și aprilie 1945, tancul a intrat în dotarea Armatei Roșii cu denumirea oficială T-54. Tancul avea aproape același tren de rulare și șasiu folosit la T-44. Principala diferență era folosirea unui blindaj mai gros în partea frontală și utilizarea unui alt tip de oblon pentru mecanicul conductor. Inelul turelei avea acum un diametru de 1800 mm, iar turela avea un blindaj cu o grosime de 180 mm în partea frontală, între 90 și 150 de mm în lateral și 30 de mm deasupra.
Unitatea de foc consta într-un tun de tip D-10TK, calibru 100 mm, și două mitraliere GWT (7,62 mm). Tancul era propulsat de un motor nou, de tip V-54, diesel cu 12 cilindri și răcire cu apă, care avea 520 de cai putere (388 kW) la 2,000 rpm și o cutie de viteze cu două trepte de reducție. Capacitatea rezervorului de combustibil a fost mărită la 530 de litri pentru rezervorul intern și 165 de litri pentru rezervoarele externe. Spre deosebire de tancul T-34, rezervoarele externe erau conectate la sistemul de alimentare. Rolele de cauciuc ale galeților au fost lărgite. T-54 cântărea 35.5 tone, fiind mai lent decât T-44 (viteza maximă era de 43.5 km/h). Autonomia era de 360 de kilometri.
Înainte ca producția în masă să înceapă, a fost luată decizia modernizării tancului. Noua turelă a fost testată pe două tancuri T-44 modificate.
Un alt prototip al tancului T-54 a fost construit în luna iulie 1945, fiind denumit Obiekt 137. Turela avea un blindaj mai gros (200 de mm în partea frontală și între 125 și 160 de mm în lateral). Tancul era înarmat cu două mitraliere medii SG-43 de 7,62 mm montate pe aripile de protecție ale șenilelor în cutii fixe. Acestea erau manevrate de către mecanicul conductor și aveau câte 500 de cartușe fiecare. Pe turelă a fost instalată o mitralieră antiaeriană grea de tip DȘK de 12,7 mm. Capacitatea rezervorului a crescut la 545 de litri pentru cel intern și 180 de litri pentru butoaiele externe de alimentare. Din acest motiv, autonomia tancului a rămas la fel, deși greutatea a ajuns la 39.15 tone. Acest prototip a fost testat între lunile iulie și noiembrie 1945. Deși încă existau numeroase defecte de corectat și ajustări de făcut la design, producția în serie a fost demarată, iar tancul a intrat în dotarea armatei la 29 aprilie 1946. T-54 a fost construit la fabricile din Nijni Taghil și Harkov începând cu anul 1947.

### T-54
Producția a suferit din cauza modificărilor aduse designului. Primul model fabricat în serie a fost denumit T-54-1 sau T-54 Model 1946. Acesta avea un blindaj mai gros pentru cutia blindată a tancului față de al doilea prototip (80 mm în lateral, 30 de mm deasupra și 20 mm dedesubt). Când producția în masă a demarat, au apărut probleme legate de calitatea construcției și nemulțumiri legate de design. Turela avea un defect de design: proiectilele erau deviate către placa port-turelă din cauza subtăierilor proeminente din părțile laterale. Manteletul tunului era mult prea lat, iar tancul nu putea transporta decât 34 de proiectile.
Producția a fost oprită din cauza problemelor apărute. Mai târziu, la mijlocul anilor 1960, din cauza problemelor legate de această serie, tancurile T-54-1 au fost retrase din serviciu, iar turelele au fost folosite pentru fortificațiile fixe de la granița cu Republica Populară Chineză. Un noul model, denumit T-54-2 sau T-54 Model 1949 (Obiekt 137R), a fost dezvoltat. Acest model beneficia de o turelă similară celei folosite la tancul IS-3, în formă de dom, însă avea o subtăiere în partea din spate prin care putea fi ușor diferențiat de modelele ulterioare. De asemenea, inelul turelei era mult mai mic. Mitralierele de pe aripi au fost înlocuite cu o singură mitralieră jumelată. Transmisia a fost modernizată, iar șenilele utilizate erau mai late (580 mm). Modelul T-54-2 a intrat în producție în 1949 la fabrica Stalin Ural Nr. 183 (Uralvagonzavod). În 1951, un alt model a fost adoptat, denumit T-54-3 (Obiekt 137Sh). Turela acestui model nu mai avea subtăierile din parțile laterale și avea modificări la sistemul optic de ochire. Tancul avea și un sistem TDA prin care era generată o perdea de fum. A fost fabricată și o versiune punct de comandă, denumită T-54K (komandirskiy), care beneficia de încă o stație radio R-113. 

#### T-54A și T-54B
La începutul anilor 1950 au avut loc schimbări în cadrul Biroului de Proiectare OKB-520 al fabricii Stalin Ural Nr. 183 (Uralvagonzavod). Morozov a fost înlocuit de Kolesnikov, care la rândul lui a fost înlocuit de Leonid N. Kartsev în luna martie a anului 1953. Prima decizie a noului conducător al biroului de proiectare a fost să instaleze un sistem de stabilizare STP-1 "Gorizont" pentru tunul de 100 mm D-10T. Noua variantă a tunului a fost denumită D-10TG. Noul model a fost echipat și cu un sistem de vedere pe timp de noapte, fiind denumit oficial T-54A (Obiekt 137G). Inițial, T-54A avea o contragreutate la gura țevii, însă mai târziu aceasta a fost înlocuită de un ejector de gaze. Tancul avea un sistem OPVT prin care putea traversa cursuri de apă cu ajutorul unui tub de alimentare pentru aer la trecerea pe sub apă (snorkel), o lunetă de vizare TSh-2A-22, un periscop infraroșu TVN-1 pentru mecanicul conductor, un proiector infraroșu, stație radio T-113, un filtru de aer cu mai multe stagii pentru motor, reglaje pentru radiator, pompă de ulei electrică, o pompă de santină, un sistem automat de stingere a incendiilor și rezervoare de combustibil suplimentare. Tancul a intrat în producție oficial în 1954, iar în serviciul armatei sovietice un an mai târziu. Modelul punct de comandă T-54AK avea în plus încă o stație radio de tip R-112, sistem de navigație TNA-2, o unitate de încărcare AB-1-P/30 și avea cu 5 proiectile mai puțin pentru tun decât modelul de bază T-54A. În luna octombrie a anului 1954, un tanc T-54A, denumit ulterior T-54M (Obiekt 139) a fost folosit pentru testarea noilor tunuri cu țeavă lisă D-54T și D-54TS de calibru 100 mm și noilor sisteme de stabilizare "Raduga" și "Molniya" (folosite ulterior la tancul T-62). Testele nu au reprezentat un succces total, iar seria T-55 care a fost dezvoltată ulterior a continuat să utilizeze tunurile din seria D-10. T-54M avea un agregat energetic de tip V-54-6 care dezvolta 581 de cai putere (433 kW). Nu a intrat în producție.
O nouă versiune bazată pe T-54A, denumită T-54B (Obiekt 137G2), a fost proiectată în 1955. Modelul era echipat cu un tun nou de tip D-10TS2 cu sistem de stabilizare în două planuri de tip STP-2 "Tsyklon". A intrat în producție în 1957. În ultimele patru luni de producție, noile tancuri au fost dotate cu proiectoare infraroșu de tip L-2 "Luna", sistem de ochire TPN-1-22-11 pentru ochitor și proiector OU-3 infraroșu pentru comandant. T-54 avea la dispoziție proiectile APFSDS care au îmbunătățit considerabil performanțele tunului. T-54B a stat la baza tancului punct de comandă T-54BK, care avea exact același echipament suplimentar ca la tancul punct de comandă T-54AK.

### T-55

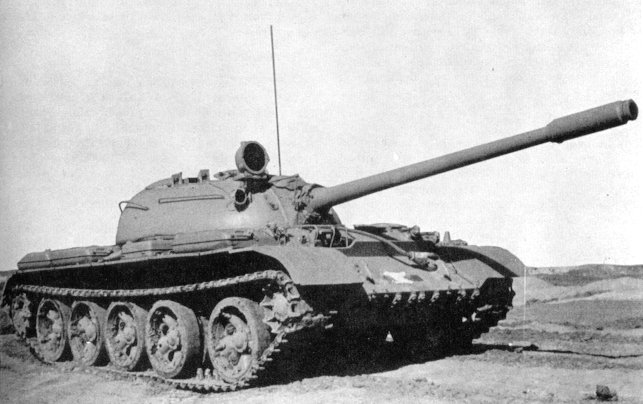
Primele tancuri T-55 nu erau dotate cu mitraliera antiaeriană DȘK de 12,7 mm

În urma testelor, s-a aflat că tancul T-54 putea rezista unei explozii nucleare de 2-15 kilotone dacă se afla la mai mult de 300 de metri de epicentru. Echipajul avea șanse de supraviețuire în cazul unei explozii similare numai dacă se afla la mai mult de 700 de metri de epicentru. Din cauza acestor experimente, a fost luată decizia implementării unui sistem de protecție NBC (nuclear, biologic și chimic) care pornea automat după 0.3 secunde în cazul detectării radiaților gamma. Sarcina de a dezvolta un sistem de bază PAZ (Protivoatomnaya Zashchita) de protecție NBC, care oferea protecție împotriva suprapresiunii exploziei nucleare inițiale și filtra particulele, dar nu oferea protecție împotriva radiației și gazului, a revenit Biroului de Proiectare KB-60 din Harkov. Sistemul a fost finalizat în 1956. Documentația a fost trimisă uzinei din Uralvagonzavod. A fost luată decizia îmbunătățirii capacităților de luptă ale tancului prin modificarea construcției și introducerea tehnologiilor noi de producție.
Majoritatea acestor schimbări fuseseră deja testate la prototipul T-54M (Obiekt 139). Tancul avea un motor diesel nou, model V-55 cu 12 cilindri de 38.88 litri în 4 timpi, cu răcire cu apă, care dezvolta 581 de cai putere (433 kW). Puterea mai mare a motorului era obținută prin creșterea presiunii de alimentare și a gradului de alimentare. Designerii au planificat introducerea unui sistem de încălzire pentru blocul motor și un filtru MC-1 pentru combustibil diesel. Motorul era pornit pneumatic, cu ajutorul unui încărcător AK0-150S și un demaror electric. În urma acestor modificări, tancul nu mai trebuia să transporte o butelie cu aer comprimat. Pentru a facilita reparațiile și mentenanța, au fost schimbate capacele gurii de acces de la motor. Autonomia a fost mărită prin adăugarea unor rezervoare de combustibil de 300 de litri în partea frontală a cutiei blindate; cantitatea totală era de 680 litri de motorină. Tancul avea la dispoziție acum 45 de lovituri pentru tunul principal. Muniția consta în proiectile explozive și antitanc. Existau planuri pentru introducerea proiectilelor HEAT de tip BK5M care puteau perfora un blindaj de 390 mm. Aparatul optic de observare TPKU al comandantului urma să fie înlocuit de un model TPKUB sau TPKU-2B. Luneta de vizare a ochitorului urma să fie de tip TNP-165. S-a renunțat la mitraliera antiaeriană grea de calibru 12,7 mm DȘK fiindcă designerii au considerat-o inutilă în cazul atacului la sol al avioanelor cu reacție. Tancul urma să fie echipa cu un sistem de proctecție contra incendiului de tip "Rosa". Turela avea un blindaj mai gros, dispozitiv de vedere pe timp de noapte și sistemul îmbunătățit de stabilizare în două planuri al modelului T-54B. Blindajul din partea din spate a cutiei blindate a fost redus ușor, pentru a contrabalansa greutatea noului echipament. T-55 avea o performanță superioară tancului greu IS-2 în toate privințele, inclusiv în cazul cadenței de tragere (cel puțin 4 lovituri pe minut în comparație cu mai puțin de 3 lovitori în cazul tancului Iosif Stalin). În ciuda blindajului mai subțire în partea frontală (200 de mm în comparație cu 250 de mm), T-55 avea performanțe mai bune decât tancului greu IS-3, fiindcă avea un tun superior și mobilitate sporită. Tancurile grele au devenit rapid depășite la apariția conceptului de "tanc principal de luptă". Deși T-55 era practic doar o variantă îmbunătățită a tancului T-54, acesta a primit o denumire nouă din considerente politice. A intrat în producție la fabrica Uralvaonzavod în 1958 și în dotarea Armatei Roșii la 8 mai 1958.

#### T-55A

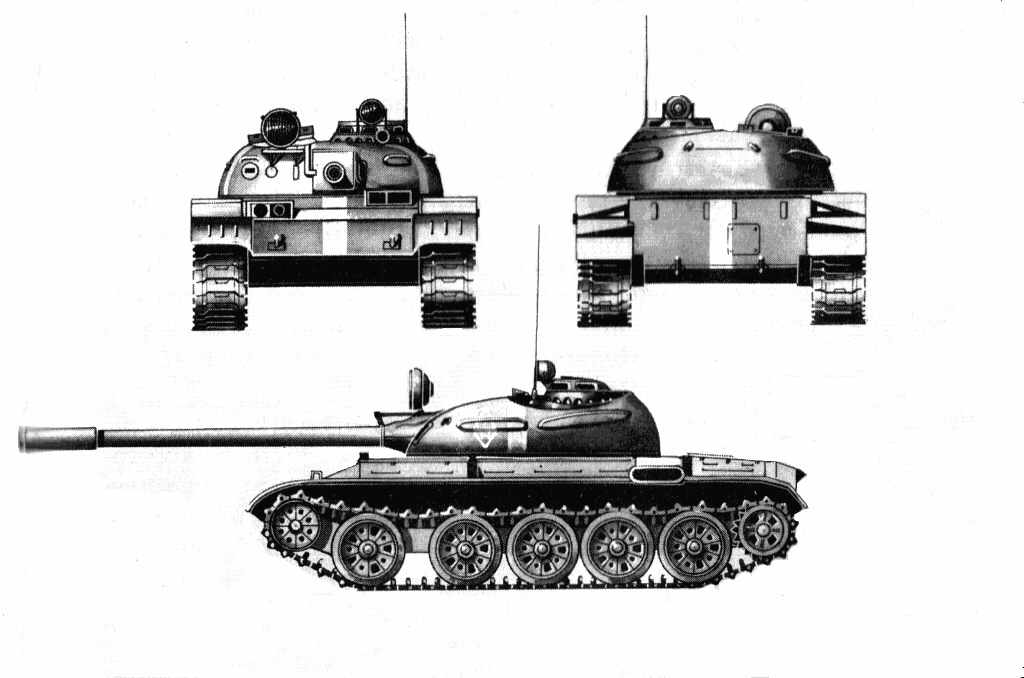
T-55A

În 1961 a început dezvoltarea unui sistem de protecție NBC îmbunătățit. Scopul acestuia era să protejeze echipajul de neutronii rapizi; împotriva radiației gamma era asigurată o protecție adecvată de blindajul gros și de sistemul de bază PAZ. A fost dezvoltată o captușeală antiradiație din plumb, plastifiată, pentru a rezolva această problemă. Acest strat era montat în interior, necesitând mărirea oblonului mecanicului conductor precum și rama acesteia. Acest strat, denumit POV, avea un avantaj suplimentar: proteja echipajul de fragmentele de metal în cazul în care un proiectil perfora tancul. 
T-55A a fost dotat cu un sistem PAZ/FVU de filtrare chimică. Mitraliera coaxială SGMT de 7,62 mm a fost înlocuită cu un model mai nou PKT cu același calibru. Șasiul a fost extins de la 6.04 metri la 6.2 metri. Mitraliera din cutia blindată a fost înlocuită, iar unitatea de foc a crescut cu șase lovituri din acest motiv. Greutatea vehiculului a ajuns la 38 de tone din cauza acestor modificări. 
Proiectarea acestui model a fost realizată de către Biroul de Proiectare OKB-520 de la fabrica Uralvagonzavod sub conducerea lui Leonid. N. Kartsev. T-55A a stat la baza tancului punct de comandă T-55AK.

## Descriere

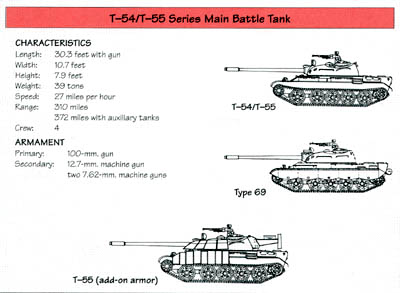
Identificarea tancurilor din seria T-54/55. Materiale puse la dispoziția armatei americane.

Precum majoritatea tancurilor construite după al Doilea Război Mondial, tancurile T-54 și T-55 au un aranjament intern convențional: compartimentul de luptă este în partea din față, motorul în spate și turela în formă de dom în centrul șasiului. Oblonul gurii de accces al mecanicului conductor este poziționat în partea frontală, în stânga, deasupra cutiei blindate. Comandantul tancului stă în stânga, ochitorul stă în fața sa, iar încărcătorul stă în dreapta. Roata motoare de la șenilă este în partea din spate. Sistemul de evacuare (eșapamentul) este amplasat pe aripa de protecție din stânga. Între primii doi galeți din față, la ambele șenile, există un spațiu proeminent, foarte ușor de recunoscut. Din cauza acestui spațiu, seria T-54/55 poate fi relativ ușor deosebită de tancurile T-62. 
Tancurile T-54 și T-55 nu pot fi deosebite ușor între ele la prima vedere. Foarte multe tancuri T-54 au fost aduse la standardele modelelor T-55, fiind denumite colectiv T-54/55 pentru a evita confuziile. Tancurile sovietice intrau în revizii tehnice (la fabricile de producție) la fiecare 7000 de kilometri. În timpul acestor revizii, tancurile beneficiau deseori de îmbunătățiri tehnologice minore. Foarte multe țări au adăugat sau au modificat echipamente; India, de exemplu, a montat ejectoare de gaze false la tancurile T-54/55 din dotarea armatei pentru ca tanchiștii indieni să nu le confunde cu tancurile pakistaneze Model 59.
Modelul mai vechi T-54 poate fi diferențiat de T-55 prin ventilatorul său în formă de dom instalat pe turelă în partea frontală, din dreapta, și prezența mitralierei SMGT de 7,62 mm, montată în partea centrală a cutiei blindate, manevrate de către mecanicul conductor. Primele modele de tancuri T-54 nu aveau un ejector de gaze, aveau o subtăiere în spatele turelei și un mantelet al tunului distinctiv (poreclit "rât de porc").

### Avantaje și dezavantaje

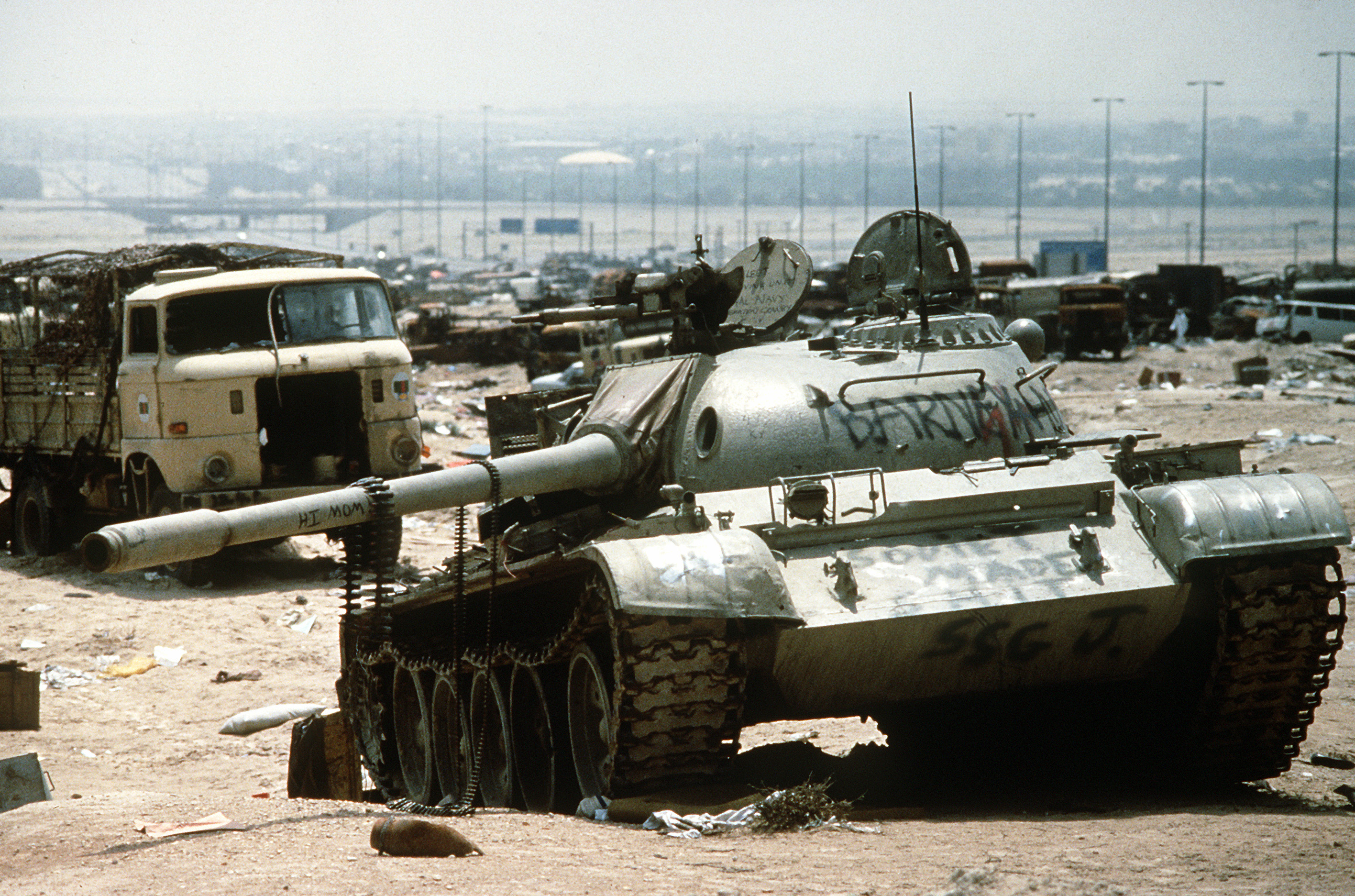
Tancurile irakiene T-54/55 din timpul Războiului din Golf (1991), deși îmbunătățite, aveau la bază un model vechi de 40 de ani.

Tancurile T-54/55 sunt simple și robuste din punct de vedere mecanic. Ele sunt foarte ușor de utilizat în comparație cu tancurile din Vest și nu necesită un nivel ridicat de instruire sau educație al echipajului. T-54/55 este un tanc principal de luptă relativ mic, fiind mai greu de ochit de către adversari din cauza profilului redus. Seria beneficiază de o mobilitate bună din cauza greutății reduse (care permite un transport facil pe calea ferată sau pe drumuri și traversarea podurilor mai mici), șenilelor late (tancul are o amprentă la sol redusă și o mobilitate excelentă pe teren moale), un sistem de pornire eficient în cazul temperaturilor scăzute și un tub de alimentare pentru aer (atât pentru motor, cât și pentru echipaj) pentru a permite traversarea cursurilor de apă. Din cauza numărului mare de tancuri fabricate și a vârstei acestui model, T-54/55 este un tanc ușor și ieftin de achiziționat. Deși acest model nu se poate compara cu tancurile principale de luptă moderne, prin modernizarea blindajului și armamentului din dotare se îmbunătățesc performanțele seriei T-54/55 până la punctul în care tancul nu poate fi ignorat pe câmpul de luptă.
Seria de tancuri T-54/55 are însă numeroase defecte. Profilul redus al tancului este realizat cu un cost mare: spațiul din interior este strâmt, iar echipajul nu beneficiază de confort. Manevrarea echipamentului se face cu greutate din cauza spațiului limitat. Tanchiștii israelieni care au folosit tancuri T-54/55 capturate în războaiele din 1967 și 1973 se plângeau în mod constant de aceste defecte. Această problemă nu poate fi rezolvată prin modernizări. În armata sovietică (și în aproape toate țările Pactului de la Varșovia, inclusiv în Republica Socialistă România) au fost impuse restricții asupra înălțimii tanchiștilor (media de înălțime a tanchiștilor sovietici era foarte mică drept consecință), problema fiind rezolvată parțial. Totuși, unele țări care foloseau acest tanc nu au putut adopta măsuri similare (din cauza numărului mic de soldați, de exemplu). Din cauza profilului redus al turelei, tunul nu putea fi coborât mai mult de 5° (media pentru tancurile din Vest este de 10°). Soldații israelieni au exploatat acest defect la maximum în confruntările cu țările arabe care aveau în dotare tancuri T-54/55, poziționându-se la baza pantelor. Tunul de 100 mm nu este la fel de eficient ca tunurile noi de calibru 105, 120 și 125 mm.
Principalul dezavantaj al tancului este însă blindajul ușor. În Războiul din Vietnam, tancul s-a dovedit a fi foarte vulnerabil în cazul unui atac cu rachete antitanc teleghidate LAW și în cazul loviturilor tunului de calibru 76 de mm al tancului ușor M41 Walker Bulldog. Muniția din interior nu este protejată. Din acest motiv, riscul unei explozii secundare catastrofale în urma perforării blindajului este semnificativ mai mare. Deși T-54/55 poate fi îmbunătățit, armata irakiană a avut pierderi mari în confruntările formațiunilor blindate din timpul operațiunii Furtună în Deșert ale tancurilor T-55 îmbunătățite împotriva tancurilor americane M1 Abrams și M60 Patton. În ciuda îmbunătățirilor, tancul este un model depășit, din generația tancurilor M48 Patton și Centurion. Modelul T-54 este complet depășit în prezent, din cauza lipsei sistemului de protecție NBC și al unui sistem de stabilizare eficient pentru tun.

## Producție

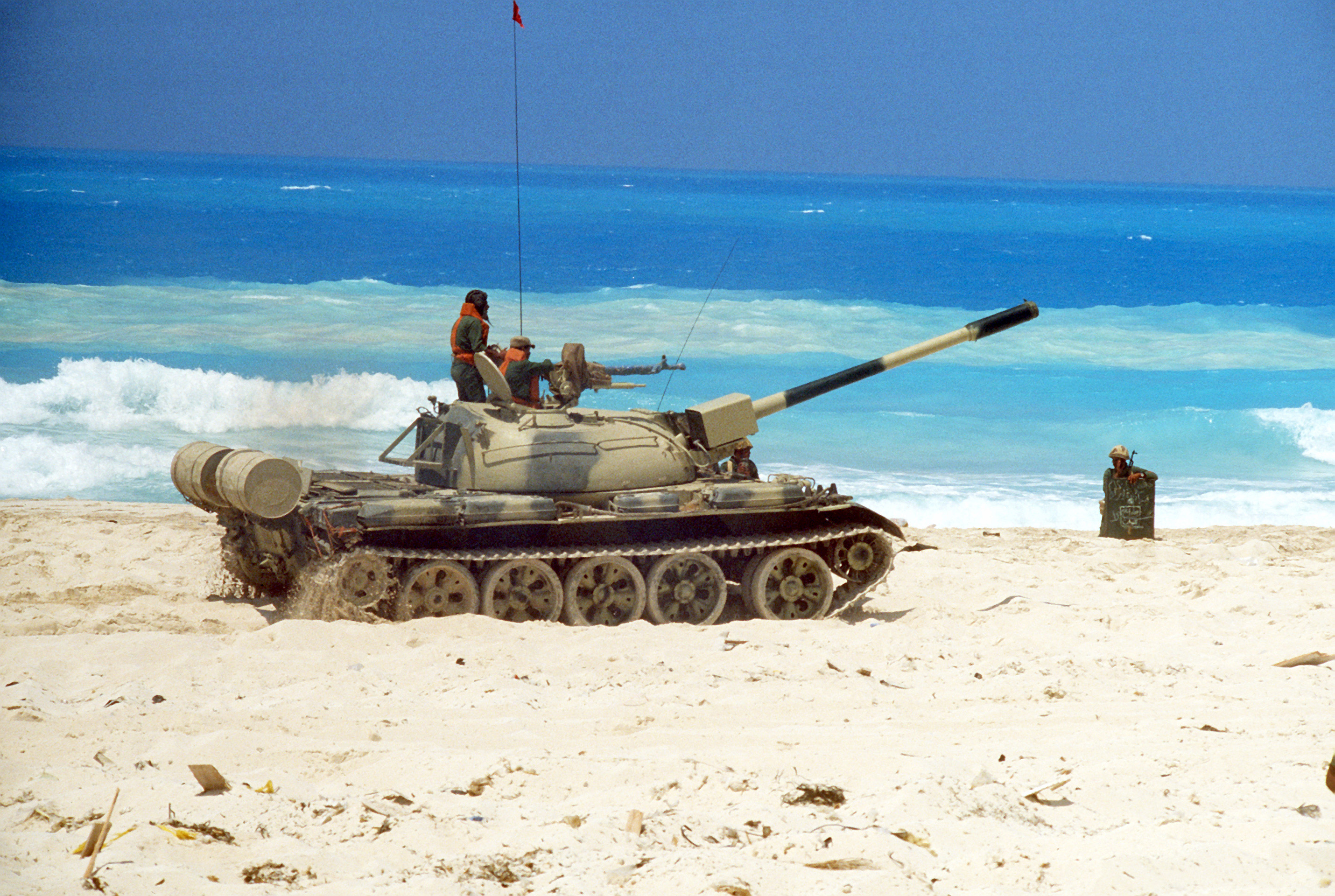
T-55A din dotarea armatei egiptene

### URSS
Uniunea Sovietică a construit 35.000 de tancuri T-54-1, T-54-2, T-54 (T-54-3), T-54A, T-54B, T-54AK1, T-54AK2, T-54BK1 și T-54BK2 între anii 1946 și 1958 și 27.500 de tancuri T-55, T-55A, T-55K1, T-55K2, T-55K3, T-55AK1, T-55AK2 și T-55AK3 între anii 1955 și 1981. 

### Polonia
Polonia a fabricat 3000 de tancuri T-54, T-54A, T-54AD și T-54AM între anii 1956-1964 și 7.000 de tancuri T-55 (între anii 1964-1968), T-55L, T-55AD-1 și T-55AD-2 (între anii 1968-1979).

### Cehoslovacia
Cehoslovacia a fabricat 2700 de tancuri T-54A, T-54AM, T-54AK, T-54AMK între 1957-1966 și 8.300 de tancuri T-55 și T-55A între 1964-1983.

## Utilizare

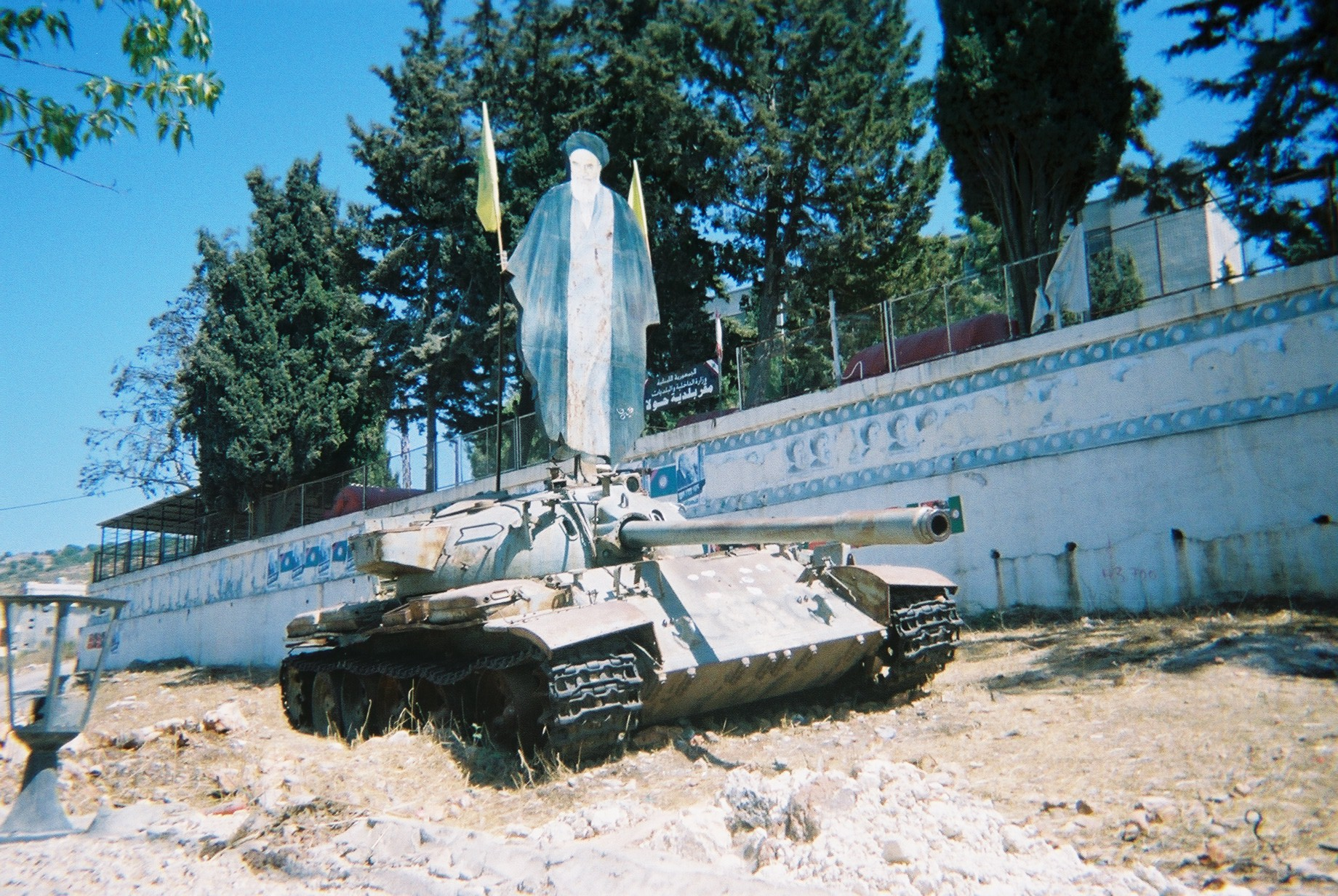
Un tanc israelian Tiran-5 abandonat în Libanul de Sud

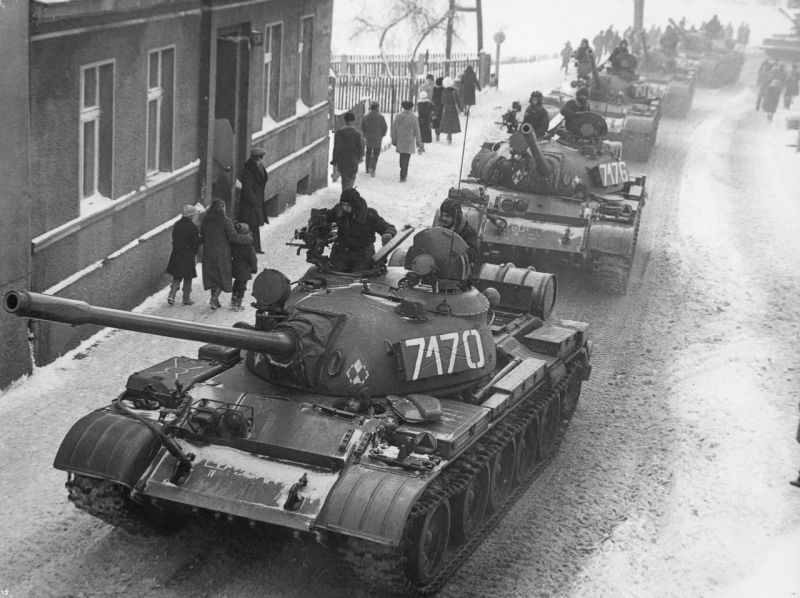
Tancuri T-55A în timpul Legii Marțiale din Polonia

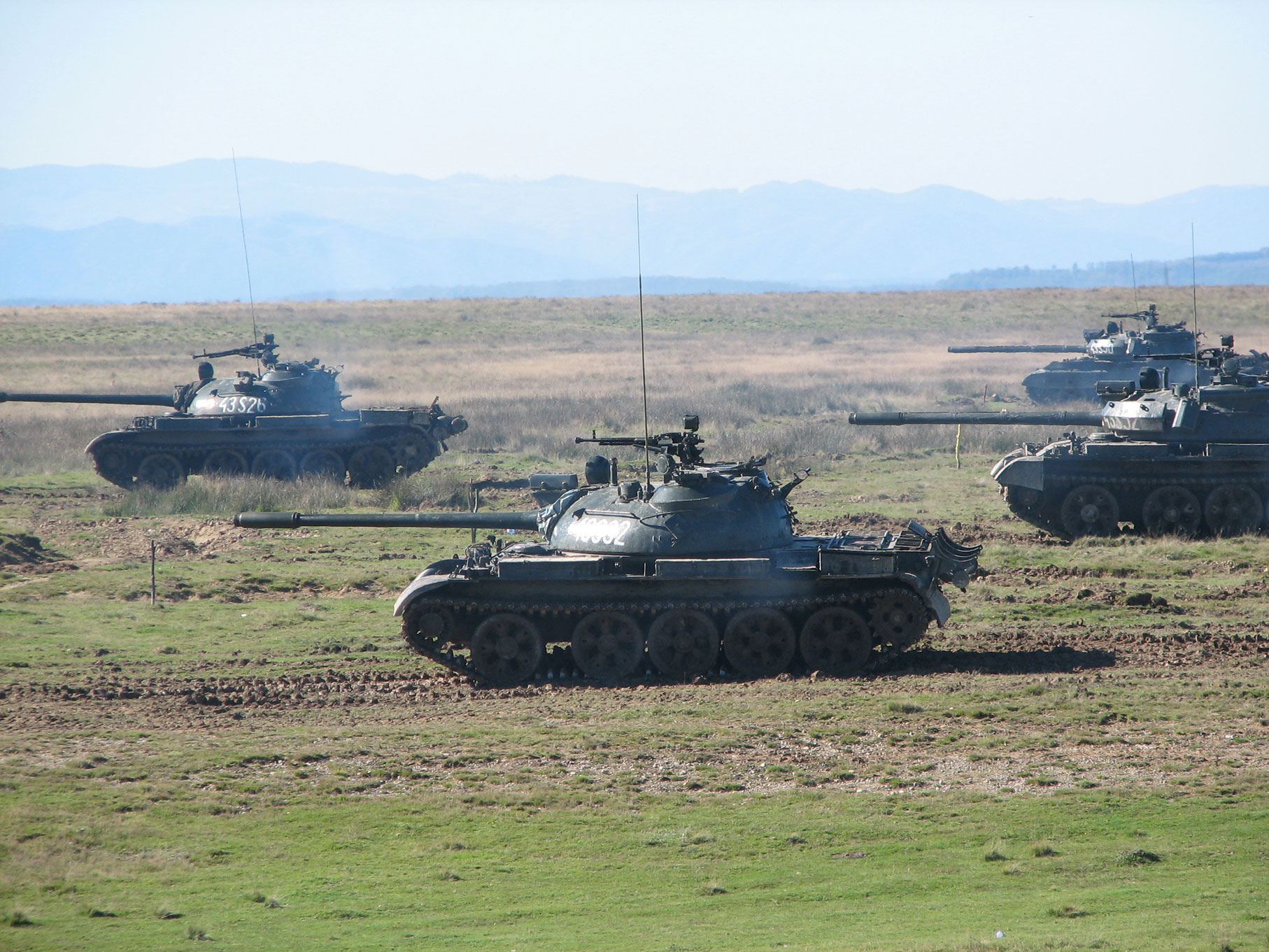
Tancuri T-55 românești în poligonul Cincu.

### Uniunea Sovietică și Federația Rusă
La mijlocul anilor 1970, 85% din totalul tancurilor armatei sovietice erau tancuri T-54/55 sau T-62. 
Tancurile T-54 au fost folosite în timpul Revoluției ungare din 1956. Câteva tancuri au fost distruse de tunurile antitanc maghiare și cocktailurile Molotov aruncate de revoluționari. Aceștia au livrat un exemplar capturat la Ambasada Regatului Unit al Marii Britanii. În urma testelor, armata britanică a introdus în dotare tunul Royal Ordnance L7 de 105 mm. Tancurile T-62 și T-55 sunt acum în rezerva armatei rusești. Unitățile active folosesc tancuri T-80, T-72 și câteva tancuri T-90.

### Orientul Mijlociu
În timpul Războiului de Șase Zile din 1967, tancurile T-55 au avut confruntări cu tancurile M48 Patton, M4 Sherman îmbunătățite și Centurion. Aceste tancuri de fabricație americană și britanică, în combinație cu superioritatea aeriană și abilitățile comandanților israelieni, s-au dovedit a fi mai mult decât capabile să contracareze tancurile T-54/55.
În 1973, în timpul Războiului de Iom Kipur, tunul de 100 mm al tancurilor T-54/55 s-a dovedit a fi depășit de noile tunuri Royal Ordnance L7 montate pe tancurile israeliene Centurion Mk V și M60A1. Armata israeliană a capturat numeroase tancuri T-55 din dotarea armatelor egiptene și siriene. Câteva dintre acestea au fost introduse în uz, fiind dotate cu tunul de 105 mm (standard NATO) L7 sau M68 (varianta americană a tunului L7) și motoare diesel General Motors. Denumirea oficială a tancurilor T-55 din cadrul armatei israeliene era Tiran-5, fiind clasificate ca tancuri medii. Aceste tancuri au fost folosite de către unitățile de rezervă până la începutul anilor 1990. Majoritatea au fost vândute țărilor din lumea a treia, câteva în America Latină, iar restul au fost tranformate în transportoare blindate grele Achzarit. 

### Războiul din Vietnam
Armata Vietnamului de Nord a utilizat tancuri T-54 împotriva armatelor Vietnamului de Sud și SUA. Din cauza instrucției superioare a tanchiștilor americani, tancurile ușoare M41 și cele medii M48 s-au dovedit a fi superioare tancurilor T-54 în majoritatea confruntărilor. Singurele succese notabile ale tanchiștilor nord-vietnamezi au fost împotriva trupelor Vietnamului de Sud. Pe 30 aprilie 1975, tancul T-54 Nr.844 al Regimentului 203 Blindate al armatei nord-vietnameze a dărâmat porțile Palatului Prezidențial al Vietnamului de Sud, marcând sfârșitul războiului.

### Alte conflicte
Tancurile T-54 au fost folosite în timpul Războiului Civil Cambodgian. În timpul războiului dintre Uganda și Tanzania din 1978-1979, Libia a trimis o forță expediționară pentru a-l ajuta pe dictatorul Idi Amin. Printre ajutoarele trimise au fost și câteva tancuri T-54/55 care au fost utilizate împotriva forțelor tanzaniene.
Tancurile poloneze T-55L au fost desfășurate în timpul Legii Marțiale din Polonia, fiind utilizate pentru intimidarea populației și suprimarea oricăror acțiuni împotriva guvernului comunist.
În timpul Războiului din Angola, tancurile T-54/55 s-au confruntat cu tancurile Olifant (bazate pe modelul britanic Centurion) ale Africii de Sud.
T-55 era cel mai numeros tanc aflat în dotarea armatei iugoslave. Din acest motiv, tancul a fost folosit pe scară largă în timpul războaielor civile din fosta Iugoslavie de ambele părți. Acest model de tanc a fost folosit recent în Războiul din Kosovo și în timpul insurgenței din Macedonia din 2001.
Tancuri T-55 fabricate sub licență în China (denumite Model 69) au fost livrate atât Iranului, cât și Irakului în timpul războiului din 1980-1988. Câteva au fost utilizate de armata irakiană în timpul războaielor din Golf.
Etiopia a folosit tancuri T-55 în timpul conflictelor cu Somalia. 
Tancurile T-55 au fost folosite recent în timpul Războiului Civil din Sri Lanka (încheiat în luna mai a anului 2009) de către forțele guvernamentale și de rebeli (Tigrii Tamili).
Recent a fost identificat un exemplar T-54 într-o gospodărie din R.Moldova, proprietarul pretinde că va face din el tractor pentru prelucrarea pământului.

## Utilizare în România
423 de tancuri T-54A au fost comandate din Polonia, fiind livrate între anii 1960-1965. Alte 850 de tancuri T-55 au fost comandate din Uniunea Sovietică în 1969, fiind livrate între anii 1970 și 1977. România a fabricat 400 de tancuri TR-580, o variantă autohtonă a tancului T-55, între 1977 și 1981. În 1986 a intrat în producție tancul TR-85, o variantă îmbunătățită a tancului TR-580. România a primit de la URSS documentația pentru modernizarea tancurilor T-55 la varianta T-55AM în anul 1984. Potrivit rapoartelor ONU, în 2010 Armata Română avea în serviciul activ 569 de tancuri T-55, 226 de tancuri TR-580, 249 de tancuri TR-85 și 54 de tancuri TR-85M1 (varianta îmbunătățită a tancului TR-85).